# 明日定律
《明日定律》（英語：The Zero Theorem，在法國記作）是一部2013年英國、法國、羅馬尼亞和美國合拍的科幻片，由泰瑞·吉連執導，派特·羅辛撰寫劇本，主演包括克里斯多夫·華茲、大衛·休利斯、梅蘭妮·提葉芮和盧卡斯·海吉斯。其故事主要圍繞著孤僻的電腦天才寇恩·萊斯（Qohen Leth，華茲飾演）展開，他必須藉由破解「零定理（Zero Theorem）」來找出人類存在的意義，但也為此碰上了一連串的麻煩。導演吉連將《明日定律》與《巴西》（1985年）、《未來總動員》（1995年）定義為「歐威爾式三聯畫」和「諷刺反烏托邦三部曲」，《明日定律》同時也是該三部曲的第三部及最後一部作品。
該片早於2003年便開始發展，在經歷擱置後，才於2012年重新展開製作。主要拍攝於2012年10月在羅馬尼亞布加勒斯特開始進行。《明日定律》最先於2013年9月2日在第70屆威尼斯影展上進行全球首映並角逐金獅獎，後由Stage 6 Films定於2014年3月14日在英國上映，而美國則由Amplify排於2014年9月19日上映。《明日定律》發行後在影評界獲得了褒貶不一的評價，大多批評其老調重彈的主題、沉悶的步調、令觀眾難以理解的故事情節，整體評價不如《巴西》及《未來總動員》；但片中的視覺效果、美術和演員們的演出都獲得了一致肯定。該片亦入圍及獲得了許多獎項，其中在第41屆土星獎上入圍了最佳科幻電影。

## 劇情
古怪且孤僻的天才電腦程式設計師寇恩·萊斯會以復數形式來稱呼自己（如我們），他在一間名為公司中的「本體論」部門工作，其工作內容是分析出哪些本體存在和（或）能組合在一起的技術。當發現自己遭受著存在的意義所苦時，寇恩每天都在等待一通電話的到來，以希望這可能會帶給他快樂或他所尋求的答案。某日，寇恩在要求進行「殘疾」評估時，三名公司醫生肯定他的身體很健康，但需要他接受AI心理治療師——施林克-ROM醫生的治療。為了見上「管理員」一面，寇恩參加了他的主管喬比舉辦的聚會。寇恩在一間空房中見到了管理員並要求在家工作，因為這樣他的工作效率就會更高，且還能接到那通電話；但管理員簡單地表示，他認為寇恩「非常瘋狂」。
寇恩在試圖離開派對時，被喬比拍了身體一下，因此被口中的橄欖果噎到，所幸及時被派對上的女子班絲麗所救。最後，管理員改變心意，同意寇恩在家工作，並被喬比帶去觀看一個被稱為「神經系統網（The Neural Net Mancive）」的大型超級電腦，以及認識了年輕的暑期工讀生鮑伯。包括崩潰的實體，寇恩的新工作是需將這些本體數據排序（0%必須等於100%），以破解一個神秘的數學公式「零定理（Zero Theorem）」。為此，隱居在家的寇恩花了幾個月的時間在工作，且在此期間，他被施林克-醫生診斷出患有許多病症，並開始遭受涉及「黑洞」的噩夢。
為工作感到沮喪且崩潰的寇恩用錘子砸碎了電腦，但其銀幕很快地被喬比修好。後來，班絲麗前來拜訪。寇恩向她傾訴，他認為自己不小心掛掉了一通會給他帶來「生命的意義」的電話，且一直渴望等待那通電話再次打來。不久後，暑期工讀生鮑伯來此拜訪，且除了說出自己是管理員的兒子外，還表明管理員正透過監視器來監視著寇恩；鮑伯向寇恩透露，班絲麗其實只是名被公司雇用來關心寇恩的應召女郎。在寇恩堅持要停止證明零定理的工作後，鮑伯向寇恩承諾會幫他接到那通電話，除非他繼續工作。在午夜十二點，寇恩透過VR服裝來與班絲麗在虛擬實境世界中互動，這使得他們一起出現在一個美麗的沙灘上。當寇恩問她在地平線上的太陽是否永遠都會落下，班絲麗回應說，它並未有這項編程。最後，兩人互相吻別。
由於鮑伯的再次拜訪，使寇恩學到零定理指在透過大擠壓理論來證明生命其實是毫無意義的。對鮑伯感到厭惡的寇恩，再次與班絲麗進行數位連結，並受到了她的安慰；但當他譴責管理員且建議她與自己一起私奔時，班絲麗強行斷開其連結，這使寇恩的服裝受損。當鮑伯拿走他的服裝來修理它時，寇恩無預警地連線至班絲麗的網站，這才發現她是名視訊脫衣舞孃，使雙方感到尷尬。鮑伯帶著修好的服裝回來後，向寇恩表明，那通電話其實只是寇恩自己的錯覺，並承認施林克-醫生的存在只是為了確認他的病情而不是治療。與此同時，班絲麗拜訪了寇恩，她為欺騙他而道歉，但聲稱自己是真的愛上了他；雖然班絲麗提出私奔的請求，但在鮑伯的鼓勵下，寇恩拒絕了對方。
當寇恩隨鮑伯到外面散步並談心後，他發現鮑伯的健康狀況正在急劇惡化。寇恩在照顧鮑伯時，在他的浴室鏡子中發現了一台隱藏的監視器，並憤而找出家中的所有監視器並砸壞它們。雖然寇恩把房子封鎖起來，但管理員派來的複製人搭檔仍進到了房裡並將鮑伯帶走。當天傍晚，因為寇恩的行為使喬比遭到解雇，使寇恩被前來拜訪的對方斥責。心情低落的寇恩穿上了修好的服裝並試圖將自己的靈魂連結到他的電腦上，但隨即遭到觸電而倒下。
醒來後的寇恩發現自己在神經系統網，並看見了管理員在身旁。寇恩詢問了鮑伯的狀況，管理員向他表示，患有慢性病的鮑伯因健康狀況的惡化而住院。管理員解釋，寇恩現在是神經系統網的一部分，而當寇恩詢問他生命的意義時，管理員說「沒有」，且自己從未有這股力量能給予寇恩這通電話。管理員解釋說，雖然零定理會證明一切都毫無意義，但的在「本體論」上的目的是為了使秩序混亂，便找到他能以某種形式來出售的意義。而管理員之所以會選擇寇恩來解出零定理，是因為他是個有力的對立面——寇恩有信心地尋找意義，且永無止盡地等待他的電話。之後，管理員突然消失並道歉，因為他不再需要寇恩；為此感到憤怒的寇恩破壞了神經系統網裝置，使裝置爆開並使內部的黑洞外露。寇恩則在微笑後跳了下去，便出現在先前的虛擬海灘上。寇恩冷靜且孤獨地站在大海前，將太陽像球一樣玩弄，最後看著其日落。隨著進入片尾，能聽見班絲麗遇見寇恩並與他說話的聲音。

## 演員
- 克里斯多夫·華茲飾演寇恩·萊斯（Qohen Leth）[10][11][註 2]：孤僻的天才電腦程式設計師和數學家，試圖藉由幫公司破解「零定理」來找出人類存在的意義。

該劇本要求華茲剃成光頭；且不論是挑戰他的演技，還是從華茲以前的角色中將視覺面貌作區隔，導演泰瑞·吉連堅持他也要將眉毛刮掉。吉連表示：「我們與克里斯多夫挖到了寶。他從不與銀幕分離——他本身就是電影。當我們遇到他時，我告訴他，他將成為故事的嚮導。他的表現令人難以置信，完全不像他以前所做過的任何事。這是一名孤獨、內化的角色，他就像現代世界的每個人一樣。」華茲表示，自己與吉連合作的熱情來自後者的執導作《巴西》（1985年）。演員伊旺·麥奎格和比利·鮑伯·松頓都曾是該角的人選。
- 梅蘭妮·提葉芮（英语：Mélanie Thierry）飾演班絲麗（Bainsley）：一名闖入寇恩生活的蛇蠍美人。

吉連抗拒了被要求找一名知名的美國女演員來演此角的施壓，並希望找一名觀眾較少見過的人來演。吉連表示：「不同之處在於，尤其是美國女演員，她們看起來都差不多、外型都很相似，她們都被修剪過。我想要的是一名同時兼具真實和美麗的人。她（提葉芮）幾年前產有一子，所以她有一個真正的身體，而不是那些人造身體。」提葉芮以前就曾演過「有著隔閡感的美麗角色」；吉連指示她將班絲麗一角想成是「瑪麗蓮·夢露和茱蒂·霍利德的結合」。演員潔西卡·貝兒曾是該角的人選。
- 大衛·休利斯飾演喬比（Joby）[18]：公司的監督員兼寇恩的朋友，常將寇恩的名字叫錯成「奎恩（Quinn）」。
- 盧卡斯·海吉斯飾演鮑伯（Bob）[19]：管理員的兒子，因懶得記他人的名字，總是以「鮑伯」來稱呼人。
- 麥特·戴蒙飾演管理員：公司的高級負責人。

演員艾爾·帕西諾曾是該角的人選。
- 蒂妲·絲雲頓飾演施林克-ROM醫生（Dr Shrink-ROM）[18]：寇恩的AI心理諮詢醫生，僅出現在電腦銀幕中。

桑吉夫·巴哈斯卡、彼得·史托馬和班·維蕭在片中短暫飾演了公司的醫生。黛娜·蘿戈茲（Dana Rogoz）飾演披薩女郎一角。艾米·荷斯提納和帕夫利克·內梅斯（Pavlic Nemes）共同飾演複製人搭檔。此外，關朵琳·克莉絲蒂、魯伯特·佛列德、雷·庫柏與莉莉·蔻兒都出現在街頭的廣告牆上。

## 製作

### 發展
編劇派特·羅辛對於《明日定律》的創作靈感來自虚空派的Ecclesiastes 1:2–12:8，當中提出了「生命的價值是什麼？存在的意義是什麼？有什麼用處？」這類的問題。以「不知道[他]在做什麼」的狀態下，羅辛在十天內寫了145頁的初稿。他還從中佛羅里達大學圖書館中查看了幾本關於編劇的書籍和劇本，其中包括導演泰瑞·吉連的電影《巴西》（1985年）。

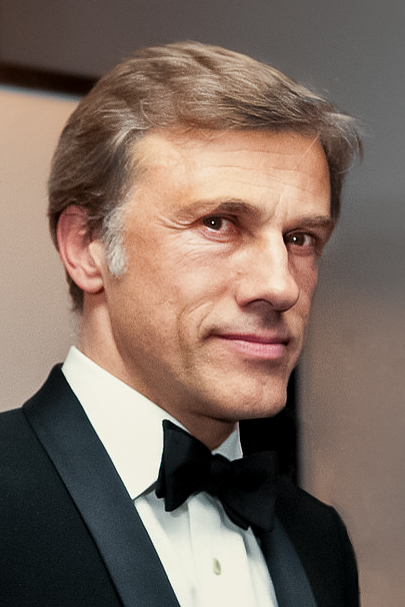
克里斯多夫·華茲於2012年成為了《明日定律》的主演。

2003年，羅辛將劇本發給了製片人理查·賽納克，而賽納克則打算讓伊旺·麥奎格來飾演寇恩·萊斯一角，但麥奎格之後退出了該項目。該項目於2008年找上了比利·鮑伯·松頓來飾演寇恩，而潔西卡·貝兒和艾爾·帕西諾也將參演，該片由吉連執導，預計於2009年開始製作。在吉連退出《帕納大師的魔幻冒險》（2009年）的工作後，劇組準備在加拿大的卑詩省溫哥華拍攝《明日定律》，但在演員希斯·萊傑於2008年1月22日去世後，其製作陷入停擺，而吉連則改回製作《帕納大師的魔幻冒險》。2012年8月，《明日定律》的製作重新啟動，克里斯多夫·華茲取代松頓擔任主演；而賽納克已於2012年7月過世，使其子狄恩·賽納克取代他成為了該片的製片人。2012年10月1日，大衛·休利斯和蒂妲·絲雲頓加入演出，該片將於10月22日在羅馬尼亞開拍，並由沃爾太奇影業負責處理該片的全球銷售。

### 拍攝
主要拍攝於2012年10月22日至12月3日期間在羅馬尼亞布加勒斯特進行。最後，劇組又多花了一天補拍，這代表實際的拍攝工作日共持續了37天。
《明日定律》以35毫米膠片來拍攝，攝影指導為尼可拉·皮科里尼。由於導演吉連早期的電影《奇幻世界》（2005年）在發行家庭影碟時，在畫面長寬比上發生了錯誤，使《明日定律》是以Maxivision格式來拍攝，有著1：1.85長寬比及16:9遮罩；且考慮到電視的畫面格式，不論觀看者使用任何設備，都能準確地讓所有人看見的吉連所預期的16：9構圖；此外，吉連也喜歡這項技術，他將其稱之為「這是第一個尺寸適合所有人、全片幅、半黑膠動態片」，這導致該片的框架產生了圓邊，他發現這很像是在看復古1920年代電影的體驗（在當時的投影機還沒法隱藏攝影機片門的圓邊）。
在製作過程中，吉連表示：「從開始到結束已經有一年了。我的電影大多需要三年時間，但這次拍得很快且在布加勒斯特拍是一件好事。我愛的這些工作人員和羅馬尼亞人都很辛苦，且他們非常地熟練。因為我們的資金有限，所以我們大家都飛快地在一天內折返。最後我被弄糊塗了。」
吉連表示，對於在目前的行業環境下製作這樣一部電影的難度是：「這一部的預算比我拍過的一些大片還低，但它在銀幕上看起來非常棒。發生的事情是該行業已變得非常像社會——有富裕的[電影]和廉價的，而中預算的電影則已被排擠在外。」

### 設計
《明日定律》的美術指導為大衛·華倫（Dave Warren），他先前曾和導演吉連在《帕納大師的魔幻冒險》（2009年）合作過。在傳給華倫的電子郵件中，吉連簡潔地描述了他為該片所設計的樣貌：「尼奧·豪赫+Ukulele Ike=《明日定律》」。
吉連和華倫抵達布加勒斯特後，花了七至九週繪製寇恩所居住的教堂和作筆記。對於寇恩工作台的設計，華倫表示：「它根據許多不同的參考文獻，最主要的是華爾街，但它有很多的糖果色，且有著像是彈珠台或類似東西的感覺，講白點就是在銀行界的一切！」華倫對於教堂原本想具有正教會教堂的風格，但實際做出來的感覺更像是一座英國國教教堂：它有管風琴的閣樓，有一端是祭壇，而在另一端則是玄關。而華倫在設計神經系統網時，則先假設它是一座外型巨大、以蒸汽發動的鐵製高爐，最後在搭配綠幕來搭建。
在《明日定律》的道具中，吉連也使用了3D列印技術來製作，如寇恩在工作時所使用的控制器；該控制器是由和製作，且其外殼取自三星Galaxy平板電腦，但為了增加電影感，使它必須看起來像來自外星世界的東西。

## 主題
《明日定律》與導演吉連過去的作品《巴西》（1985年）和《未來總動員》（1995年）都共同包括了未來社會、反烏托邦和歐威爾主義的元素，而將三部片定義為「諷刺反烏托邦三部曲」或「歐威爾式三聯畫」。
吉連抨擊了網絡文化，並指責網路所造成「真實人際關係」上的破裂；吉連表示，他認為該片是向數位化存在對抗的危險警告：「我看它是這樣：我們可以訪問所有的訊息，但我們仍然是分開的。我覺得這很有意思，人們躲在虛假的名字後面——這是很多年輕人能互相溝通的唯一方式。我相信這與（片中）廣告有關：人們在做神和女神，美麗且完美。而我們並不是這樣的，所以如果他們期待你是完美的，那你如何與他人溝通？你會在背地裡來做。」
在《明日定律》中，被稱為「一名有信仰的人」的寇恩·萊斯似乎並沒有全心全意地相信上帝，他所居住的破舊教堂反映了他與世界的信仰——它老舊、殘破、焦毀且奄奄一息。這類似於德國哲學家弗里德里希·尼采對世界的瘋狂比喻：當瘋子哭喊著：「上帝死了。上帝仍死了，我們殺了祂。但他的影子仍然隱約可見，我們應該如何安慰自己，所有凶手的兇手？」市場上的人為此都用類似的話語來嘲笑他——「他迷路了嗎？」或「他有出海過？」該故事的諷刺要點是，這個人並不瘋狂，但整個社會卻已失去了無神論對他們的影響。如果你相信沒有上帝，你也必須接受你沒有價值、你的生活沒有任何意義。尼采對這個世界的擔心便是古怪且奇幻的《明日定律》所要探討的觀點。在片中，寇恩花了數年的時間等待電話響起，相信在另一端有著更崇高的力量會使他找到自己所尋求的答案；演員克里斯多夫·華茲表示：「我們大多數人都在等待電話鈴響並回答基本的問題。所以，是的，我們正在尋找宗教，因為宗教可能是所有方法中最切實的，且我們可以神經質地拖延這個問題到永遠。但實際的答案可能只是那麼難以做到，因此不需要追著它跑。」
吉連表示自己很喜歡象徵主義並將其運用至片中，如在教堂中的鴿子和寇恩工作台後方祭壇的施洗約翰畫像，這些象徵性的事物有些是嚴肅的，有些則是趣味性的。其中，寇恩在電腦破解「零定理」的過程是以類似《傳送門》（2007年）的電子遊戲來呈現；吉連對此表示：寇恩在這虛擬世界中操縱這些有形體的積木時，他擁有了自由和飛行能力：「他能解出這些數學問題，但這些東西卻很令人振奮。這非常重要，也是電腦系統在軍隊中的工作方式。在以色列的鐵穹中，它基本上是取自神公司一些所謂的愛國者火箭，且像你在電腦遊戲中那樣讓它們飛行，除了殺人以外。」此外，在片中的街頭廣告上，曾短暫提及了蝙蝠俠。吉連對此表示：「好吧，讓我們舉例一個關於試圖糾正社會，然後只是把它轉換成一個賣東西廣告的政治運動。這就是為什麼我認為我在現實世界是憤世嫉俗的。而『蝙蝠俠救世主教堂』，來吧，我的意思是漫威是怎麼活下來的？這是因為人們相信蝙蝠俠、超人和漫威漫畫比他們相信的更多。」

## 音樂
《明日定律》的電影配樂是由英國作曲家喬治·芬頓所負責。對於配樂，吉連將其形容為「像幽靈一樣，這是我們從未見過的其他角色。」阿根廷女歌手凱倫·蘇沙翻唱的一首沙發音樂版本的電台司令歌曲《怪胎》能在片中及片尾聽見；但吉連表示，起初並不曉得《怪胎》原本是電台司令的歌曲，也從未聽過它，直到電影的音響師將這首歌彈奏給他聽。
《明日定律》的電影原聲帶於2014年1月28日發行數位版，而實體唱片版則於同年3月17日發行。
| 曲目列表 | 曲目列表                                 | 曲目列表 |
| 曲序     | 曲目                                     | 时长     |
| -------- | ---------------------------------------- | -------- |
| 1.       | The Zero Theorem Main Title              | 2:13     |
| 2.       | Leth On The Street                       | 2:07     |
| 3.       | Creep                                    | 3:32     |
| 4.       | Remote Central                           | 1:25     |
| 5.       | Joby's Party Part I                      | 1:48     |
| 6.       | Meeting Management                       | 1:46     |
| 7.       | Joby's Part 2                            | 1:37     |
| 8.       | Joby's Part 3                            | 2:23     |
| 9.       | The Mainframe                            | 2:24     |
| 10.      | The Entities Won't Crunch                | 1:56     |
| 11.      | The Nurse                                | 1:35     |
| 12.      | Bob And The Clones                       | 1:35     |
| 13.      | Bob's On The Job                         | 4:14     |
| 14.      | Enter In Tropical Style                  | 1:07     |
| 15.      | Beach Romance                            | 4:10     |
| 16.      | Shrink Rom Rap – Bob's Crunch            | 1:45     |
| 17.      | Inside Your Head                         | 3:12     |
| 18.      | A New Bainsley                           | 0:53     |
| 19.      | There'll Be No Call                      | 2:22     |
| 20.      | We Can Be Together                       | 1:53     |
| 21.      | Bainsley Leaves                          | 1:53     |
| 22.      | Bob Collapses                            | 0:56     |
| 23.      | Q Loses It                               | 5:03     |
| 24.      | Destroying The Mainframe And The Release | 4:00     |
| 25.      | Qohen Leth                               | 2:14     |
| 26.      | 0=100% (Party Part 2)                    | 3:19     |
| 总时长： | 总时长：                                 | 1:01:14  |

## 發行
《明日定律》最先於2013年9月2日在第70屆威尼斯影展上進行全球首映，並列入競爭金獅獎的「正式競賽片」單元。該片在英國由索尼影視發行旗下的Stage 6 Films定於2014年3月14日上映，而法國的上映日則為2014年6月25日。該片在英國首週末獲得了7萬9967美元的票房。全球票房總計77萬美元，加上家庭影碟及VOD（約40萬美元）的銷售，《明日定律》票房總計超過120萬美元。《明日定律》的DVD和藍光分別於2014年7月22日和2014年9月9日發行，其分級為「R級」，代表片中有著「R級的語言及一些性或裸露性」。

## 反響
《明日定律》整體獲得了褒貶不一的評價。在爛番茄網站上，該片根據115篇評論而持有50%的新鮮度，平均得分5.7 / 10；該網站共識：「導演泰瑞·吉連代表性視覺美學的粉絲會發現他們已經談論過這一切，但對於未信教的人來說，《明日定律》可能會被證明是過於混亂而無法享受。」而在Metacritic網站上，該片根據28篇評論，則獲得了50分，這代表著「好壞平均參雜的評價」。
影評人哈利·諾爾斯在看過早期放映版的《明日定律》後給了該片正面的評價，並稱其為「完美」，以及吉連自《巴西》以來最好的一部電影，且稱讚了克里斯多夫·華茲的「驚人」表現並認為他應為此獲得奧斯卡最佳男主角獎。諾爾斯還希望該片的定剪權會是自己所看到的版本：並表示「沒有一幀是需要刪去。」
在整體影評界，該片的瘋狂元素、美術指導和演員的演出都普遍獲得讚賞，但也被批評其探討的主題老套、令觀眾難以理解的故事情節，且整體水準不如吉連以往的作品。羅傑·伊伯特網站的麥特·佐勒·塞茲在4星中給了該片2.5星的評價，他稱讚該片的炫目視覺，以及吉連在片中佈滿精心編排的場景，但批評片中的角色塑造，且並未提供格言和記取教訓的必要性，以及將觀看者帶入角色困境的義務，塞茲表示：「《明日定律》的確看起來像是已花費數年時間沉迷在這個世界而成為一個出色古怪漫畫家的作品，然後坐下來，打開一本寫生簿，開始繪畫。問題是，一旦你看過《明日定律》，你寧願去看寫生簿。」《綜藝》的萊絲莉·費潘金（Leslie Felperin）表示：「泰瑞·吉連最新的反烏托邦式的奇思妙想融化成一堆無趣的笑話和半吊子的想法。」
《偏鋒雜誌》的查克·鮑恩（Chuck Bowen）在4星中僅給了該片1.5星的評價，他批評該片僅是表面地對人文主義或社會主義議題的老調重彈。NOLA網站的麥克·史考特（Mike Scott）給予該片2分（滿分5分）的評價，他認為《明日定律》的確提供了觀眾對泰瑞·吉連電影的期待：「有一半的時間非常有趣，而另一半則非常混亂。把這兩個放在一起，你得到的是一個巧妙的想像，但電影本身卻是參差不齊。這是因為古怪且引人注目的是兩個不同的東西，而在視覺上充滿活力的《明日定律》似乎正在證明這一點。」此外，他也稱讚了華茲和盧卡斯·海吉斯的表現。影音俱樂部網站的麥克·狄安傑羅（Mike D'Angelo）認為該片的敘述沉悶、枯燥乏味、難以吸引人，但美術設計的視覺上能挽救其不足之處。
《金融時報》的艾奧娜·戈爾德（Iona Goulder）在5星中給了該片3星的評價，她認為雖然片中仍存有吉連一貫的科幻美學和反烏托邦主題，但缺乏他早期在《巴西》中的智慧，並表示：「該片感覺就像是一個老套主題的過時重現。」IGN網站的克里斯·堤利（Chris Tilly）給予該片7分（滿分10分）的好評，他表示：「泰瑞·吉連十年來最好的電影可能看起來和《巴西》有點相似，但它最終仍有自己的故事要講，其中一則是人類可能會被科技所消滅。這些重大的想法會引發對話和思考，即使他們在電影的最後三分之一中感到困惑。克里斯多夫·華茲又一次的非凡演出證明他可能只是今天工作最好的演員。」網站的戴夫·蘭卡斯特（Dave Lancaster）給予該片4分（滿分5分）的好評，他表示：「另一項令人耳目一新的創新，且非比尋常的角色使泰瑞·吉連的最新作品既新鮮又吸引人。」
《SciFiNow》於2014年將《明日定律》列入「能教導我們生命的意義之10部最佳科幻片」名單中的第8位。

## 榮譽
| 獎項和提名                   | 獎項和提名     | 獎項和提名             | 獎項和提名          | 獎項和提名 | 獎項和提名    |
| 獎項                         | 頒發日期       | 類別                   | 得獎者或提名者      | 結果       | 參考          |
| ---------------------------- | -------------- | ---------------------- | ------------------- | ---------- | ------------- |
| 威尼斯影展                   | 2013年9月6日   | 數位未來電影影展特別獎 | 泰瑞·吉連           | 獲獎       | [ 59 ] [ 60 ] |
| 威尼斯影展                   | 2013年9月6日   | 金獅獎                 | 泰瑞·吉連           | 提名       | [ 59 ] [ 60 ] |
| 奧斯汀奇幻影展               | 2013年9月24日  | 評審團獎最佳影片       | 泰瑞·吉連           | 提名       | [ 61 ] [ 62 ] |
| CPH:PIX                      | 2014年4月15日  | 政治觀眾獎             | 泰瑞·吉連           | 提名       | [ 63 ]        |
| 村聲電影票選                 | 2014年12月17日 | 最佳女配角             | 蒂妲·絲雲頓         | 亞軍       | [ 64 ]        |
| 金預告獎                     | 2015年5月6日   | 最佳奇幻冒險           | Amplify Releasing、 | 提名       | [ 65 ]        |
| 土星獎                       | 2015年6月25日  | 最佳科幻電影           | 《明日定律》        | 提名       | [ 66 ]        |
| 俄亥俄州中央電影評論家協會獎 | 2016年1月8日   | 年度演員               | 蒂妲·絲雲頓         | 提名       | [ 67 ]        |

## 備註
1. ↑  該片起初還有另一段「好萊塢版的結局」，但在最終剪輯時被刪除；該結局為「寇恩燒毀了他的小教堂。隨著消防車警笛的到來，他和偷了父親車子的鮑伯離開此地，並到一座小島上尋找班絲麗」[9]。
2. ↑  一名來自傳道書的希伯來語名「qōheleṯ」。
3. ↑  希伯來語的標題為קֹהֶלֶת‬[25]，意思是「收集者」，但在傳統上譯為「教師」或「傳教士」[26]。
4. ↑  除了《明日定律》外，絲雲頓也憑《末日列車》和《歡迎來到布達佩斯大飯店》而入圍該獎項[63]。
5. ↑  除了《明日定律》外，絲雲頓也憑《歡迎來到布達佩斯大飯店》、《噬血戀人》和《末日列車》而入圍該獎項。

## 外部連結
- 官方网站
- 互联网电影数据库（IMDb）上《明日定律》的资料（英文）
- Box Office Mojo上《明日定律》的資料（英文）
- 爛番茄上《明日定律》的資料（英文）
- Metacritic上《明日定律》的資料（英文）
- AllMovie上《明日定律》的资料（英文）
- 開眼電影網上《明日定律》的資料（繁體中文）
- 豆瓣电影上《明日定律》的資料 （简体中文）